# Louise de La Fayette
Louise Angélique Motier de La Fayette (Amathay-Vésigneux, 1618. november 8. – Párizs, 1665. január 11.)  francia udvarhölgy, később apáca.

## Élete
Louise volt Jean de La Fayette gróf és Marguerite de Bourbon-Busset tizennégy gyermekének egyike.
Fiatal lányként került a francia királyi udvarhoz mint Ausztriai Anna egyik udvarhölgye. Richelieu bíboros, az ország akkori második legfontosabb embere azt szorgalmazta, hogy Louise legyen XIII. Lajos király szeretője, ugyanis a kardinális nem szívelte az uralkodó bizalmas jó barátját, Marie de Hautefort-t, aki valószínű, hogy tanácsaival Richelieu ellen próbálta hangolni a királyt.
Azonban Louise nyilván átlátott a bíboros szándékain, s végül nem hagyta magát felhasználni a miniszter udvari intrikáihoz, ráadásul a király is visszataszítónak találta az udvaroncok élvhajhász és erkölcstelen életmódját, s már csak emiatt sem akart hozzájuk hasonlóan ő is ilyen kicsapongó szexuális életet élni. A bíboros nyilván nem először akart saját maga ágyast szerezni királyának, hogy a hölgyet lefizetve bizalmas, titkos politikai információkhoz juthasson a bel- és a külfölddel kapcsolatban egyaránt. Csakhogy XIII. Lajos megnyerő tulajdonságnak gondolta Louise tisztaságát és ártatlanságát, s egy idő után már annyira megbízott a lányban, hogy még a legféltettebb titkait is elárulta neki. Amikor egy idő után már nyilvánvalóvá vált a király bíboros iránti ellenszenve, Louise figyelmeztette Richelieu-t, s beszámolt neki arról, hogy mit hallott róla Lajostól, ugyanakkor az uralkodót arra próbálta ösztönözni, hogy szálljon szembe miniszterével.
Louise mindvégig visszautasította azok feltételezéseit, akik szerint végül a király szeretője lett, s 1637-ben, Ausztriai Anna jelenlétében kérte az uralkodót, hadd vonulhasson be a Szűz Mária Lányai-kolostorba a francia udvarnál töltött évek után. A zárdában Lajos rendszeresen meglátogatta egykori bizalmasát, akivel levelezés útján továbbra is fenntartotta a baráti kapcsolatot. A paranoiás Richelieu elfogta levelezésüket, s igyekezett tönkretenni a király Louise iránti bizalmát, mivel a bíboros egy ideje már féltékenyen figyelte kettejük szoros barátságát, hiszen korábban még a miniszter állt legközelebb a királyhoz. A bíboros különböző hazugságokkal és koholt vádakkal egymás ellen akarta fordítani Louise-t és az uralkodót, hogy ő megint visszaszerezze politikai befolyását Lajos felett.
Akármilyen furcsa is, a királyné sajnálta, hogy idővel sikerült a bíboros gonosz terve, mivel az asszony mindig Louise-hoz ment, hogy győzze meg Lajost Anna kéréseinek teljesítéséről. (Erre a közvetítésre a házas felek között azért volt szükség, mert soha nem voltak olyan viszonyban egymással, hogy megbeszélhessenek bármit is.)
Halála pillanatában, 1665 januárjában már Louise volt az általa alapított zárda rendfőnöknője Chaillot-ban.
D’Artagnan regénybeli szerelmét, „Constance Bonacieux“-t Louise de La Fayette személyisége ihlette  id. Alexandre Dumas A három testőr (Les trois mousquétaires) című irodalmi művében.